# دبلیو موتورز
دبلیو موتورز (انگلیسی: W Motors) شرکت خودروسازی اماراتی است، که در سال ۲۰۱۲ تأسیس شد.